# Беттс, Ли
Ли Сара Беттс (англ. Leah Sarah Betts; 1 ноября 1977, Эссекс — 16 ноября 1995, Челмсфорд, Восточная Англия) — школьница из Великобритании, принявшая 11 ноября 1995 года (через 10 дней после своего дня рождения) таблетку экстази и запившая её 7 литрами воды, что привело девушку к гипонатриемии, отёку мозга и результирующей коме со смертельным исходом.

## Последствия
Недельная кома и смерть Ли Беттс широко освещались в британской прессе, подобно кампании СМИ Австралии чуть ранее после схожей с этой смерти Анны Вуд, а родители Ли после этого стали активистами антинаркотического движения, в частности, дав разрешение на использование видеозаписи похорон Ли для кампании в школах и фотографии Ли для кампании социальной рекламы: по Великобритании были развешаны более полутора тысяч чёрных постеров с надписью «Sorted» слева и фотографией Ли справа, подписанной «Всего одна таблетка экстази забрала Ли Беттс» (англ. Just one Ecstasy tablet took Leah Betts, «get sorted» в английском сленге обозначает «разжиться наркотиками»). Впоследствии оказалось, что деньги на эту кампанию были предоставлены производителями пива Löwenbräu, испытывавшими тогда серьёзное сокращение рынка из-за распространения экстази, а также производителями энергетического напитка Red Bull, который продвигался как легальный заменитель MDMA, что несколько испортило впечатление от кампании. Более того, исследования на северо-востоке Англии пришли к выводу, что кампания посодействовала распространению сведений об экстази и, как следствие, подтолкнула молодёжь его пробовать. Следствием этой смерти стало также принятие «Билля о лицензировании общественных развлекательных мероприятий (о злоупотреблении наркотиками)» (англ. The Public Entertainments Licences (Drug Misuse) Act 1997), расширившего права полиции до возможностей закрывать вечеринки и клубы, для которых имеются основания полагать, что там присутствуют потребители наркотиков:208.